# Siyahamba

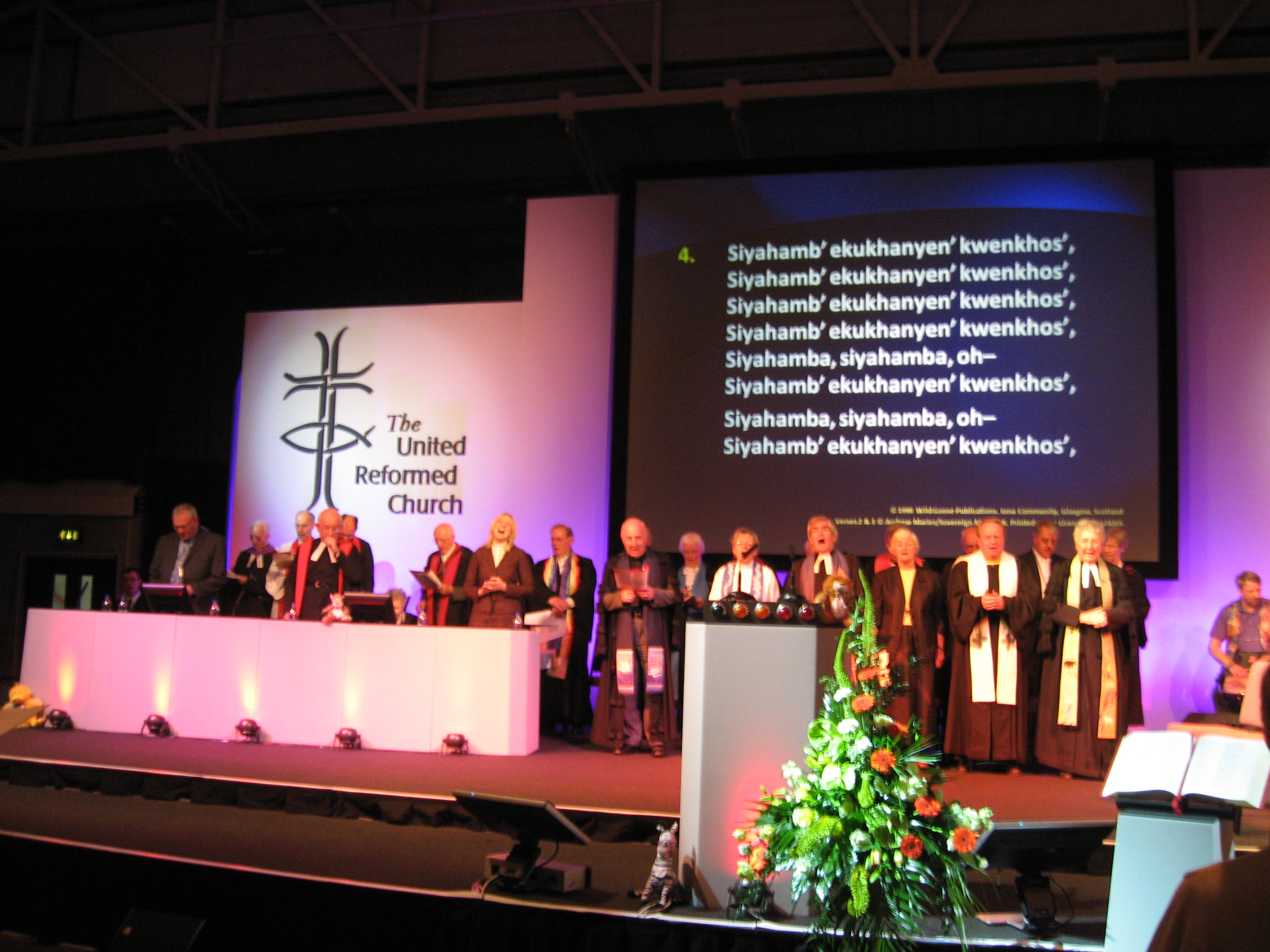
Siyahamba sjungs vid United Reformed Church General Assembly 2007, Manchester

Siyahamba är en sydafrikansk sång. Den blev populär i nordamerikanska kyrkor under 1990-talet.

## Bakgrund
Sången har sitt ursprung i Sydafrika, och sägs ha komponerats runt 1950 av Andries van Tonder från Judith Church. Ursprungsversionen var på afrikaans (med titeln "Ons marsjeer nou in die lig van God") och fick text på zulu av Thabo Mkize. 1978 turnerade svenska koralgruppen Fjedur i Sydafrika, på inbjudan av Sydafrikas evangelisk-lutherska kyrka. Därefter återvände Fjedurs chefsdirigent Anders Nyberg till Kapstaden för att spela in traditionell koralmusik. Detta år hörde han och spelade in "Siyahamba" vid en flickskola i Appelsbosch, Natal. Sedan kom den att användas av skolor världen över under böner. 
1984 arrangerade Anders Nyberg "Siyahamba" sången för västerländsk fyrstämma och publicerade den i sångboken Freedom is Coming: Songs of Protest and Praise from South Africa.  1994 tog GIA Publications med sången (under titeln "We Are Marching in the Light of God") i Gather Comprehensive, och sången blev spridd bland romersk-katolikerna i USA. Ett år senare tog United Church of Christ med sången, under samma titel, i The New Century Hymnal .
Sången kom senare att sjungas av barngrupper i både religiösa och icke-religiösa sammanhang. Texten ändrades för icke-religiösa sammanhang, till exempel blev "We are marching in the light of God" i den engelskspråkiga versionen då "We are standing in the light of peace."

### Fotnoter
1. ↑  CPDL, läs5 5 mars 2007.
2. ↑  Gather Comprehensive. GIA Publications, 1994.
3. ↑  A New Century Hymnal. Pilgrim Press, 1995.